# Krajinski park Sečoveljske soline
Krajinski park Sečoveljske soline je zavarovano območje v Slovenski Istri, ki večinoma obsega Sečoveljske soline.

## Obseg krajinskega parka
Zavarovano območje krajinskega parka je na severu omejeno s strugo kanala Svetega Jerneja, pod polotokom Seča, na vzhodu v večjem delu z nasipom nekdanje ozkotirne železnice, na jugu z umetno strugo reke Dragonje, na zahodu pa ga varujejo morski nasipi v Piranskem zalivu.

### Opredelitev območij
Krajinski park se deli na severni in južni del, ki ju med seboj ločuje urejena struga reke Drnice (»kanal Grande«). Na severnem delu, imenovanem »Lera«, v večji meri še vedno poteka pridelava soli, po posodobljenih postopkih. Južni del parka, imenovan »Fontanigge«, kjer so solna polja že dolgo opuščena, od leta 1954 meji na Hrvaško. Dostop do tega dela parka je po cesti, ki se od glavne ceste G2-111 (Izola-Sečovlje) proti zahodu odcepi na 1. januarja 2023 zaradi Schengenskega sporazuma ukinjenem mejnem prehodu in vodi po desnem bregu struge reke Dragonje do Muzeja solinarstva (ta je dislocirana enota Pomorskega muzeja Piran) ter do rečnega ustja.
Območje slanišč obsega površino 16,1 hektarja, medtem ko območje pridelave soli leži na površini približno 593 hektarjih.

## Biodiverziteta
To je območje habitatov redkih, ogroženih in značilnih rastlinskih in živalskih vrst, kjer je zaradi dolgotrajnega delovanja človeka nastal tipičen solinski ekosistem in je redek primer antropogenega mokrišča pri nas in v svetu. Ohranjajo se solinarske navade, celotno območje solin pa daje zavetje številnim rastlinskim in živalskim vrstam. Območje krajinskega parka je razglašeno za območje Nature 2000, kot registrirana kulturna dediščina in na mednarodni ravni kot ramsarsko mokrišče.

## Turizem
Danes Sečoveljske soline nimajo večje gospodarske vloge - njihov osnovni namen je naravovarstveni, etnološki, kulturni in turistični. Obiskovalci zagotavljajo pomemben vir dohodka parka. Zaradi svojih posebnih geografskih omejitev in drugih dejavnikov vodiči sečoveljskega krajinskega parka upajo, da bodo v uporabo kmalu dana električna vozila za boljši prevoz po krajinskem parku.
- Med redkejše gnezdilce po številu parov štejemo tudi rumenonogega galeba (Larus michahellis)
- Od čapelj najpogosteje opazimo malo belo čapljo (Egretta garzetta), ki je tudi simbol Krajinskega parka
- Solinarski bazeni so življenjski prostor številnim vodnim živalim, med njimi solinskemu rakcu (Artemia salina)

## Upravljanje
Krajinski park Sečoveljske soline je prvo zavarovano območje na državni ravni v Sloveniji, ki ga s koncesijo upravlja zasebno podjetje. To je podjetje Soline Proizvodnja soli d.o.o., v lasti nacionalnega telekomunikacijskega operaterja Telekom Slovenije.